# Clathria jolicoeuri
Clathria jolicoeuri är en svampdjursart som först beskrevs av Topsent 1892.  Clathria jolicoeuri ingår i släktet Clathria och familjen Microcionidae. Inga underarter finns listade i Catalogue of Life.